# Саут-Ланкастер (Массачусетс)
Саут-Ланкастер (англ. South Lancaster) — переписна місцевість (CDP) в США, в окрузі Вустер штату Массачусетс. Населення — 1838 осіб (2020).

## Географія
Саут-Ланкастер розташований за координатами 42°26′13″ пн. ш. 71°41′50″ зх. д. / 42.43694° пн. ш. 71.69722° зх. д. (42.437021, -71.697093).  За даними Бюро перепису населення США в 2010 році переписна місцевість мала площу 3,46 км², з яких 3,42 км² — суходіл та 0,04 км² — водойми.

## Демографія
Згідно з переписом 2010 року, у переписній місцевості мешкали 1894 особи в 728 домогосподарствах у складі 484 родин. Густота населення становила 548 осіб/км².  Було 776 помешкань (224/км²).
Расовий склад населення:
| - 79,1 % — білих - 10,6 % — чорних або афроамериканців - 1,4 % — азіатів - 0,2 % — корінних американців - 6,0 % — осіб інших рас |

До двох чи більше рас належало 2,7 %. Частка іспаномовних становила 9,4 % від усіх жителів.
За віковим діапазоном населення розподілялося таким чином: 20,9 % — особи молодші 18 років, 65,7 % — особи у віці 18—64 років, 13,4 % — особи у віці 65 років та старші. Медіана віку мешканця становила 39,3 року. На 100 осіб жіночої статі у переписній місцевості припадало 80,6 чоловіків;  на 100 жінок у віці від 18 років та старших — 77,3 чоловіків також старших 18 років.
Середній дохід на одне домашнє господарство  становив 90 711 долар США (медіана — 77 956), а середній дохід на одну сім'ю — 96 509 доларів (медіана — 64 904). Медіана доходів становила 55 982 долари для чоловіків та 34 494 долари для жінок. За межею бідності перебувало 10,2 % осіб, у тому числі 21,1 % дітей у віці до 18 років та 5,7 % осіб у віці 65 років та старших.
Цивільне працевлаштоване населення становило 1089 осіб. Основні галузі зайнятості: освіта, охорона здоров'я та соціальна допомога — 44,4 %, виробництво — 13,1 %, мистецтво, розваги та відпочинок — 11,0 %.